# Helmut Qualtinger
Helmut Qualtinger (Vienna, 8 ottobre 1928 – Vienna, 29 settembre 1986) è stato un attore, scrittore e drammaturgo austriaco. Fu a lungo attivo nei cabaret del suo Paese.

## Biografia
Helmut Qualtinger si iscrisse alla facoltà di Medicina dell'università di Vienna, ma dopo due anni abbandonò gli studi per diventare giornalista e critico cinematografico per la stampa locale. Tra un articolo e l'altro cominciò a scrivere testi teatrali e cabarettistici. Come attore teatrale esordì nel 1947 e subito dopo approdò al cabaret, collaborando in particolare col Namenlosen Ensemble costituito da Gerhard Bronner, Carl Merz, Louise Martini, Peter Wehle, Georg Kreisler e Michael Kehlmann.
Der Herr Karl, monologo breve scritto da Qualtinger con Carl Merz e portato in scena dallo stesso Qualtinger per la prima volta nel 1961, fu un successo in tutti i paesi di lingua tedesca, grazie al suo messaggio potente (l'austriaco Karl, commesso in un negozio di alimentari, racconta la storia della sua vita a un collega immaginario, dagli ultimi giorni dell'impero asburgico fino all'occupazione militare delle forze alleate nel 1950: è il ritratto di un piccolo-borghese che agisce sempre per opportunismo, facendosi anche collaboratore dei nazisti). Qualtinger si guadagnò così molti consensi, ma venne duramente criticato da coloro che cercavano di minimizzare il ruolo negativo dell'Austria nella seconda guerra mondiale.
Helmut Qualtinger svolse anche intensa attività cinematografica, pur senza mai interrompere quella teatrale. La sua ultima pellicola fu Il nome della rosa nel 1986, dove ebbe la parte di Remigio da Varagine, nonostante fosse già gravemente malato di tumore al fegato. Morì per una cirrosi epatica a Vienna il 29 settembre dello stesso anno. 

## Vita privata
Helmut Qualtinger fu sposato due volte: dopo aver divorziato dalla prima moglie, la scrittrice Leomare Seidler, passò a nuove nozze con l'attrice Vera Borek. Dal matrimonio con la Seidler nacque un figlio, il pittore, scrittore, musicista e cabarettista Christian Heimito Qualtinger.

## Filmografia parziale
- Hab' ich nur Deine Liebe, regia di Eduard von Borsody (1953)
- König der Manege, regia di Ernst Marischka (1954)
- Hochstaplerin der Liebe, regia di Hans H. König (1954)
- Sissi, la favorita dello zar (Die schöne Lügnerin), regia di Axel von Ambesser (1959)
- Giochi perversi di una signora bene (MitGift), regia di Michael Verhoeven (1976)
- Il nome della rosa (Der Name der Rose), regia di Jean-Jacques Annaud (1986)